# Thomas Trumpp
Thomas Trumpp (* 13. September 1931 in Banda Aceh/Indonesien; † 30. Juni 2021 in Montabaur) war ein deutscher Historiker und Archivar.

## Leben
Thomas Trumpp ist in Crailsheim aufgewachsen. Er begann ein Studium der Geschichtswissenschaft in Tübingen, wo er 1955 Mitglied der Straßburger Burschenschaft Arminia zu Tübingen wurde. Er promovierte 1963 mit einer Arbeit über Franz von Papen und den Dualismus Preußen-Reich und wurde er Archivar im Bundesarchiv. Während dieser Zeit bearbeitete er zahlreiche Archivmaterialien und verfasste eine Reihe historischer Schriften. Er legte über 180 Veröffentlichungen vor.

## Ehrungen und Auszeichnungen
Am 24. April 2008 erhielt er die Verdienstmedaille des Landes Rheinland-Pfalz.

## Schriften (Auswahl)
- Franz von Papen, der preussisch-deutsche Dualismus und die NSDAP in Preussen. Ein Beitrag zur Vorgeschichte des 20. Juli 1932. Dissertation, Universität Tübingen, 1964.
- Bestand R 53 – Stellvertreter des Reichskanzlers - (Vizekanzlei von Papen). Bundesarchiv Koblenz 1970, Nachdruck 1985, Findbücher zu den Beständen des Bundesarchivs Band 2.[2]
- mit Friedrich Facius: Bestand R 11, Deutscher Industrie- und Handelstag/Reichswirtschaftskammer. Bundesarchiv Koblenz 1976, Findbücher zu den Beständen des Bundesarchivs Band 12, ISBN 978-3-89192-042-8.
- mit Renate Köhne: Archivbestände zur Wirtschafts- und Sozialgeschichte der Weimarer Republik: Übersicht über Quellen in Archiven der Bundesrepublik Deutschland. Boldt, Boppard am Rhein 1979, ISBN 3-7646-1735-7.
- mit Gabriele Stüber: Französisch im Archiv: ein Leitfaden für Archivare und Historiker. Rheinland-Verlag, Köln 1992, ISBN 3-7927-1182-6.
- mit Ursula Hüllbüsch: Die Kabinettsprotokolle der Bundesregierung, Band 7-1954. Boldt, Boppard am Rhein 1993, ISBN 3-7646-1917-1.
- mit Ursula Krey: Bestand N 3001, Nachlass Friedrich Naumann. Bundesarchiv Koblenz 1996, Findbücher zu den Beständen des Bundesarchivs Band 55, ISBN 978-3-89192-057-2.
- mit Sabine Hübner: Festschrift 800 Jahre Simmern: Beiträge zur Ortsgeschichte und Alltagskultur. Ortsgemeinde Simmern 1998, ISBN 3-00-001127-7.
- Goethe in Vallendar am 18. Juli 1774. Jahrbuch für westdeutsche Landesgeschichte, 31. Jahrgang 2005, S. 307–315.
- mit Hans Wilhelm Eckardt und Gabriele Stüber: „Thun kund und zu wissen jedermänniglich“. Paläographie – Aktenkunde – archivalische Textsorten. Rheinland-Verlag, Köln 1999, ISBN 3-7927-1796-4. Neuauflage: Paläographie – Aktenkunde – Archivalische Textsorten. „Thun kund und zu wissen jedermänniglich“. Verlag Degener u. Co., Neustadt an der Aisch 2005, ISBN 3-7686-1064-0.
- mit Walter Klippel: Kadenbach: Die älteste Ortsgemeinde der Augst, 1110–2010. Eine Dokumentation zum 900-jährigen Ortsjubiläum. Ortsgemeinde Kadenbach, Kadenbach 2010.
- mit Walter Klippel: Kadenbach: Die älteste Ortsgemeinde der Augst, 1110–2012. Abschlussband der Dokumentation zum 900-jährigen Ortsjubiläum 2010. Ortsgemeinde Kadenbach, Kadenbach 2012.
- Das UNESCO-Welterbe Oberes Mittelrheintal mit seinen preußischen Meilensteinen. Rhein-Hunsrück KALENDER 2012.
- Kleindenkmäler im Oberen Mittelrheintal. Zum Rätsel des preußischen Meilenstein-Ensembles in Oberwesel. Rhein-Hunsrück-KALENDER, Heimatjahrbuch 2013.
- Was verbirgt sich hinter den Ortsnamen Hillscheid und Kadenbach? Jahrbuch für westdeutsche Landesgeschichte 39. Jahrgang 2013, ISSN 0170-2025.
- mit Jörg Haseneier und Walter Klippel: Das ist Simmern – heute ein Teil der Augst, Ortsgemeinde Simmern, Flyer 2013. Zwei weitere Flyer von Simmern 2015.
- Preußische Halb- und Viertelmeilensteine zwischen Koblenz und Bingen, Rhein-Hunsrück-KALENDER, Heimatjahrbuch 2014.
- mit Franz Josef Karbach: Eine zum Teil verdeckte Kreisgrenze, Der Tagloch-Bach am südlichen Ortsausgang der Gemeinde Spay, Rhein-Hunsrück-KALENDER, Heimatjahrbuch 2015.
- Der Vallendarer Kirchspielwald, ein Resumée, Jahrbuch für westdeutsche Landesgeschichte 40. Jahrgang 2014, ISSN 0170-2025.
- mit Franz Josef Karbach: Die Wirksamkeit des preußischen Halbmeilensteins in Spay am Rhein, Rhein-Hunsrück-KALENDER, Heimatjahrbuch 2016.
- Was verbirgt sich hinter den Ortsnamen Hillscheid und Eitelborn?, Westerwald-Verein (Zweigstelle Hillscheid e.V.), Jahresschrift Nr. 32, Ausgabe 2016, S. 49.
- Myriametersteine am linken Rheinufer zwischen Koblenz und Bingen, Rhein-Hunsrück-KALENDER, Heimatjahrbuch 2017, S. 172–175
- Aus der Geschichte einiger benachbarter Westerwalddörfer: Arzbach, Eitelborn, Hillscheid, Kadenbach, Neuhäusel, Simmern; St. Marien in der Augst, ab 01.01.2017, Westerwald-Verein (Zweigverein Hillscheid e.V.), Jahresschrift Nr. 33, Ausgabe 2017, S. 40–41